# Recettore Fas
Il recettore Fas (recettore di morte Fas) è un recettore della membrana cellulare che, se attivato da specifici ligandi scatena l'apoptosi della cellula. È il recettore di morte più intensamente studiato nelle ricerche sul cancro.
Esso fa parte della grande famiglia dei TNFR caratterizzati da un dominio di morte intracellulare (DD - death domain). Il meccanismo procede secondo quest'ordine: FAS - FADD - procaspasi 8 - procaspasi 3 - caspasi 3 attiva.